# إرنست كوربيت
إرنست كوربيت (بالإنجليزية: Ernest Corbett)‏ هو سياسي نيوزلندي، ولد في 7 مايو 1898 في نيوزيلندا، وتوفي في 15 يونيو 1968 في نيوزيلندا. حزبياً، نشط في الحزب الوطني في نيوزيلندا. وقد انتخب عضو مجلس النواب نيوزيلندا.